# 5 điều Bác Hồ dạy
5 điều Bác Hồ dạy là một thuật ngữ nói về năm điều răn dạy từ Chủ tịch Hồ Chí Minh được dùng làm gương cho thanh thiếu niên, nhi đồng học tập và làm theo. Khái niệm này được phổ biến từ một bức thư của ông nhân kỷ niệm 20 năm ngày thành lập Đội Thiếu niên Tiền phong Việt Nam vào năm 1961, tuy nhiên trước đó ông đã viết một lá thư tương tự từ năm 1946. Năm điều này sau đó đã được thay đổi ở hai câu cuối ở năm học 1964–1965 thành 5 câu, mỗi câu có 6 ký tự. Tại Việt Nam, các điều này được phổ biến ở trong hầu hết các trường học, tập vở, sách giáo khoa... của học sinh.
5 điều Bác Hồ dạy cũng có ảnh hưởng trong văn hóa, tư tưởng, giáo dục và nghệ thuật của Việt Nam.

## Nội dung
Những điều dạy đã được thay đổi qua thời gian.  Phiên bản hiện hành được sử dụng từ năm 1965 là:
Yêu tổ quốc, yêu đồng bào
Học tập tốt, lao động tốt
Đoàn kết tốt, kỷ luật tốt
Giữ gìn vệ sinh thật tốt
Khiêm tốn, thật thà, dũng cảm

## Lịch sử
Sau Cách mạng Tháng Tám, Hồ Chí Minh đã gửi một bức thư cho thiếu nhi. Trong đó, ông có năm lời khuyên:
1. Phải siêng học
2. Phải giữ sạch sẽ
3. Phải giữ kỷ luật
4. Phải làm theo đời sống mới
5. Phải thương yêu giúp đỡ cha mẹ anh em— Hồ Chí Minh, Cứu quốc, 24 tháng 10, 1946

Vào ngày 15 tháng 5 năm 1961, theo lời đề nghị của Trung ương Đoàn Thanh niên Lao động Việt Nam nhân kỷ niệm 20 năm ngày thành lập Đội Thiếu niên Tiền phong Việt Nam, Hồ Chí Minh đã gửi một lá thư chúc mừng và những lời động viên, căn dặn thiếu niên và nhi đồng với 5 điều. Cụ thể lá thư đã kể về những thời kỳ gian khó của Việt Nam và sự hy sinh của những thế hệ thiếu niên, nhi đồng như Kim Đồng, Lê Văn Tám... Sau đó là lời kêu gọi thế hệ thiếu niên, nhi đồng miền Bắc hướng về thiếu niên, nhi đồng miền Nam kèm lời căn dặn "Yêu tổ quốc, yêu đồng bào / Học tập tốt, lao động tốt / Đoàn kết tốt, kỷ luật tốt / Giữ gìn vệ sinh / Thật thà, dũng cảm". So với phiên bản nguyên thủy năm 1946, phiên bản này đưa "tổ quốc" vào vị trí đầu tiên và không còn nhắc đến gia đình nữa.  Ông cũng khuyên bảo các thiếu niên, nhi đồng "rèn luyện đạo đức cách mạng" để trở thành người công dân tốt cho đất nước.  Tuy nhiên, trong quyển sổ Giải thưởng Bác Hồ, phần thưởng nhằm để khích lệ các giáo viên và học sinh có thành tích xuất sắc trong trào "Hai tốt" ở năm học 1964–1965, thì hai câu cuối trong 5 điều đã được thay đổi lại thành, "Giữ gìn vệ sinh thật tốt / Khiêm tốn, thật thà, dũng cảm". Vũ Kỳ, thư ký riêng của Chủ tịch Hồ Chí Minh lại cho rằng khi ông chuẩn bị phần thưởng vào cuối năm 1965 đã nhận thấy 3 câu đầu, mỗi câu kéo dài 6 chữ, tuy nhiên, hai câu cuối lại chỉ có 4 chữ cho nên đã thay đổi để tất cả các câu đều cân đối. Lý do cụm từ "khiêm tốn" được đưa vào được cho là vì khi Hoa Kỳ mở rộng chiến tranh và ném bom vào miền Bắc Việt Nam, Hồ Chí Minh đã kêu gọi "Mỗi người làm việc bằng hai để đền đáp cho đồng bào miền Nam ruột thịt" và đối tượng thiếu niên, nhi đồng cũng không phải ngoại lệ. Bác Hồ cũng được cho rằng "không muốn các em tự kiêu, mà muốn các em khiêm tốn".

## Ảnh hưởng

### Văn hóa

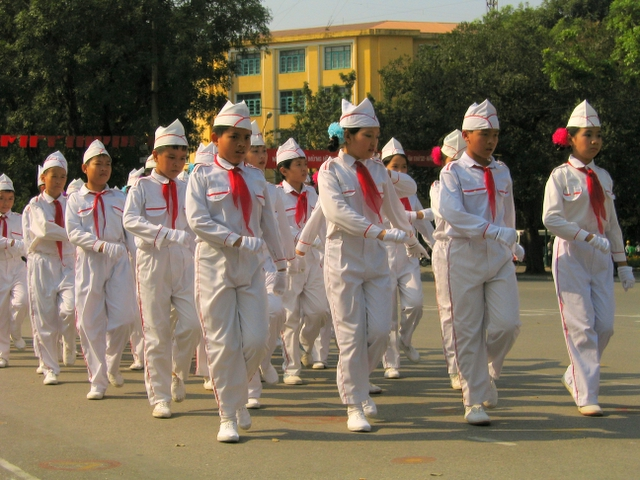
Đội viên Đội Thiếu niên Tiền phong Hồ Chí Minh

Sau khi Việt Nam thống nhất, 5 điều căn dặn dành cho thiếu niên, nhi đồng của Chủ tịch Hồ Chí Minh đã được gọi phổ biến thành 5 điều Bác Hồ dạy và được triển khai xuyên suốt trong quá trình Đội và các phong trào thiếu niên, nhi đồng ở các trường học. Nhiều phong trào có liên quan cũng đã được tổ chức ở khắp các địa phương Việt Nam như: "Thiếu nhi Yêu Tổ quốc, yêu đồng bào"; "Thiếu nhi Việt Nam thi đua theo 5 điều Bác Hồ dạy"... Một số địa phương tại Việt Nam còn lấy từng điều trong 5 điều Bác Hồ dạy để làm chủ đề cho các năm học khác nhau. Trong các trường học ở Việt Nam, 5 điều Bác Hồ dạy cũng được hiển thị ở rất nhiều nơi từ trên tường, in trên bìa sách, vở ghi chép... Hầu hết học sinh Việt Nam đều thuộc lòng cả 5 điều này. Trong lời hứa đội viên của Đội Thiếu niên Tiền phong Hồ Chí Minh, có bao gồm 3 lừa hứa với lời hứa đầu tiên là "Thực hiện 5 điều Bác Hồ dạy" và hai lời hứa khác là "Tuân theo Điều lệ Đội" và "Giữ gìn danh dự Đội". Lời hứa "Thực hiện 5 điều Bác Hồ dạy" được cho là nhằm giúp các đội viên trở thành "con ngoan, trò giỏi, đội viên tốt" để đạt danh hiệu "cháu ngoan Bác Hồ". Trong các nhiệm vụ hay mục tiêu của Đội cũng được gắn liền với 5 điều Bác Hồ dạy.
Năm 2023, Trường Đại học Kinh tế – Tài Chính Thành phố Hồ Chí Minh đã cho ra mắt chiến dịch "Gen Z học theo lời Bác" dựa trên 5 điều Bác Hồ dạy cho ra 5 điều khác nhau như: Điều 1 – Tô điểm tình yêu tổ quốc nơi trẻ; Điều 2 – Ươm mầm tri thức trẻ, Lao động tự giác và sáng tạo; Điều 3 – Bùi ngọt sẻ chia, Nề nếp lối sống trẻ; Điều 4 – An toàn thực phẩm, Sống khỏe mỗi ngày và Điều 5 – Khiêm tốn, thật thà, dũng cảm.

### Nghệ thuật
Vào năm 1965, Trịnh Thanh Đàm – một người Trung Quốc sinh ra và lớn lên ở Việt Nam đã phổ nhạc 5 điều Bác Hồ dạy bằng tiếng Trung. Bài hát này sau đó đã được đăng tải trên Tân Việt Hoa vào ngày 18 tháng 3 năm 1968 và trở thành một ca khúc giáo dục truyền thống cho nhiều trường gốc Hoa ở miền Bắc Việt Nam. Cũng trong năm đó, một nhóm phóng viên của Thiếu niên Tiền phong và Nhi đồng đã yêu cầu ông viết lời tiếng Việt cho ca khúc. Tuy nhiên sau đó do Chiến dịch Linebacker II của Hoa Kỳ nên ông đã phải sơ tán và không thể trở về Hà Nội để gửi ca khúc phối lời tiếng Việt. Mặc dù vậy, ca khúc cũng đã được ông giảng dạy ở khu vực xung quanh ông.

## Đánh giá
Trong một bài viết của báo điện tử VTV, tờ báo này cho rằng cụm từ 5 điều Bác Hồ dạy dường như đã trở thành "thành ngữ". Nhà báo Quốc Thắng cho rằng, Hồ Chí Minh đã dùng những từ ngữ cụ thể để ám chỉ đối tượng căn dặn còn bao gồm "công dân" và "cán bộ", chứ không chỉ trẻ em ở phía đoạn sau của năm điều. Nhà báo Mỹ Linh của VOH cho rằng, việc tuân thủ theo 5 điều Bác Hồ dạy sẽ giúp học sinh Việt Nam nhận thức được tư tưởng, đạo đức Hồ Chí Minh và vai trò của mình đối với đất nước.
Theo nhà sử học người Mỹ gốc Liên Xô Olga Dror, việc bỏ qua lời khuyên "thương yêu giúp đỡ cha mẹ anh em" và đưa "yêu tổ quốc, yêu đồng bào" ở vị trí đầu tiên cho thấy vị trí của gia đình đã bị thay thế bằng tập thể, cái mà được tượng trưng với trẻ em bằng "Bác Hồ". Theo bà, việc đòi hỏi trẻ em thực hiện "5 điều Bác Hồ dạy" để trở thành "cháu ngoan Bác Hồ" sẽ dẫn đến trẻ em chẳng những vâng lời Hồ Chí Minh mà còn đối với công cuộc của Đảng và nhà nước.

## Liên quan
Năm 2020, trong cuộc thi tháng 2 quý 2 của chương trình Đường lên đỉnh Olympia trong phần thi Khởi động, một câu hỏi đã hiển thị trên màn hình là "Điều đầu tiên trong 5 điều Bác Hồ dạy dành cho thiếu niên, nhi đồng là gì?". Thí sinh Minh Ngọc đến từ Bắc Ninh đã yêu cầu "bỏ qua" và không đưa ra câu trả lời. Vấn đề này đã tạo nên nhiều tranh cãi khi nhiều người cho rằng câu hỏi này vô cùng đơn giản đối với những ai sinh sống tại Việt Nam. Mặc dù vậy, nhiều ý kiến cũng cho rằng có thể do tâm lý hồi hộp là lý do mà thí sinh này dẫn đến sự việc trên.